# Мандела (фильм, 1996)
«Мандела» (англ. Mandela, также «Мандела: Сын Африки, Отец Нации» с англ. Mandela: Son of Africa, Father of a Nation) — документальный фильм-биография 1996 года режиссёров Энгуса Гибсона и Джо Менелла.

## Сюжет
Официальный фильм-биография Нельсона Манделы, первого демократически избранного президента этнически единой Южно-Африканской Республики, показывает моменты из детства, жизни семьи, образования и первых шагов Манделы в карьере адвоката и политика, и его долгую борьбу за свободу для всех рас и различных этнических групп Южной Африки, в том числе заключение за свои убеждения в тюрьмы на Роббенэйланде. После освобождения, Мандела бреется в своём гостиничном номере и выбирает галстук для инаугурации. Фильм заканчивается коротким размышлением о смерти, в котором Мандела, усталый, но выполнивший дело всей своей жизни, предвидит то, что он назвал «сном вечности».

## Интервью
Кроме документальных кадров, из 200 часов съёмок в фильм были включены интервью у бывшего государственного президента ЮАР Фредерика Виллема де Клерка, действующего президента ЮАР Нельсона Манделы, его жены Винни, а также у лидера националистического Движения сопротивления африканеров Эжена Нея Тербланша.

## Критика
Известный кинокритик Роджер Эберт в своей рецензии рассказал, что «провел 1965 год в качестве студента в университете Кейптауна, и большинство людей, черных и белых, думали, что система апартеида закончится кровавой гражданской войной. Однако произошедшая мирная, демократическая смена власти является данью, прежде всего, морального лидерства Манделы». Однако, Эберт указывает, что:

Фактическая история событий, предшествовавших выборам является более сложной и интересной. Да, Южная Африка пострадала от экономических санкций. Но благодаря чему выжила в течение многих лет до обрушения; это подпольные торговые соглашения со странами, начиная от Китая до Израиля, а её алмазы оказались на пальцах невест по всему миру. Гражданские беспорядки были широко распространены, но Южная Африка была страшным массивом полиции и вооруженных сил для борьбы с ним. Берая ЮАР была непреклонна — апартеид всё равно будет законом… То, что произошло было политическим чудом. Непоколебимая моральная и политическая сила Манделы совпала с растущим убеждением внутри правящей националистической партии (и в секретного домике в Бродербанде, и квази-официальной голландской реформатской церкви), что апартеид был, просто, не тем. В то время как предшественник де Клерка, Питер В. Бота, пообещал вечный белый вызов, де Клерк и другие молодые министры начали тайные контакты с Манделой, и новое будущее Южной Африки было решено на заседаниях в течение года.
Оригинальный текст (англ.)The actual story of the events leading to the election is more complicated and interesting. Yes, South Africa suffered from economic sanctions. But it could have survived for many years before caving in; it forged clandestine trading arrangements with countries ranging from China to Israel, and its diamonds still found their way onto the fingers of brides all over the world. Civil unrest was widespread, but South Africa had a fearsome array of police and military forces to counter it. If white South Africa had been adamant, apartheid would still be law... What happened was a political miracle. Mandela's unswerving moral and political strength coincided with the growing conviction within the ruling Nationalist Party (and its secret lodge, the Broderbund, and the quasi-official Dutch Reformed Church) that apartheid was, simply, wrong. While de Klerk's predecessor, Pieter W. Botha, pledged eternal white defiance, de Klerk and other younger ministers instituted secret contacts with Mandela, and the new future of South Africa was hashed out in meetings over a period of years.

Обозреватели Фредерик и Мэри Энн Бруссат сказали, что «режиссёры Джо Менелл и Ангус Гибсон дают нам близкий и личный портрет этого чёрного героя», отметив, что «этот вдохновляющий и поучительный фильм-биография чествует Манделу, как борца за свободу и освободителя — отца нации».

## Саундтрек
Официальный саундтрек «Mandela, Son of Africa, Father of a Nation: The Essential Music of South Africa» из 13 композиций был выпущен 14 января 1997 года, и состоит как из традиционных африканских народных песен и хитов 1950-х годов, так из песен протеста и новых произведений. Джим Трагезер, отметив, что здесь содержится прежде всего музыка для танцев, а также, что «несмотря на все преследования, расизм, насилие, Нельсон Мандела является человеком, наполненным чистой радость жизни», заявил: «забудьте обо всём. Увеличьте громкость, стряхните обувь и танцуйте».
| №   | Название                           | Длительность |
| --- | ---------------------------------- | ------------ |
| 1.  | «Robben Island Ambiance»           | 0:30         |
| 2.  | «Father of Our Nation»             | 3:30         |
| 3.  | «Childhood»                        | 1:36         |
| 4.  | «Sip N' Fly»                       | 4:11         |
| 5.  | «In the Quenue»                    | 2:15         |
| 6.  | «Yiyo Le»                          | 2:37         |
| 7.  | «Pula Kgosi Seretse»               | 2:53         |
| 8.  | «Ndenzeni Na? (What Have I Done?)» | 2:16         |
| 9.  | «Vuka Vuka (Get up, Get Up)»       | 2:30         |
| 10. | «De Makeba»                        | 2:46         |
| 11. | «Lalelani»                         | 2:50         |
| 12. | «Mandela-Madiba»                   | 0:57         |
| 13. | «Toyi Toyi Mix»                    | 2:30         |

## Награды и номинации
| Награда                                     | Категория                                  | Номинанты                                  | Результат |
| ------------------------------------------- | ------------------------------------------ | ------------------------------------------ | --------- |
| Международная ассоциация документалистики   | Премия Паре Лоренца                        | Джонатан Демми, Джо Менелл и Эдвард Саксон | Победа    |
| Международный кинофестиваль в Сан-Франциско | «Серебряный шпиль» за фильм-биографию      | Энгус Гибсон и Джо Менелл                  | Победа    |
| Премия «Оскар»                              | Лучший документальный полнометражный фильм | Энгус Гибсон и Джо Менелл                  | Номинация |

## Интересные факты
Первый Международный день Нельсона Манделы — 18 июля 2010 года — был отмечен 15 июля в штаб-квартире Организации Объединённых Наций в Нью-Йорке показом перед аудиторией в 600 человек этого фильма.